# Yebes (kommunhuvudort)
Yebes är en kommunhuvudort i Spanien.   Den ligger i provinsen Provincia de Guadalajara och regionen Kastilien-La Mancha, i den centrala delen av landet, 50 km öster om huvudstaden Madrid. Yebes ligger 913 meter över havet och antalet invånare är 246.
Terrängen runt Yebes är kuperad österut, men västerut är den platt. Runt Yebes är det mycket glesbefolkat, med 6 invånare per kvadratkilometer. Närmaste större samhälle är Guadalajara, 11,7 km norr om Yebes. Trakten runt Yebes består till största delen av jordbruksmark.